# Reuenthal (Dinkelsbühl)
Reuenthal ist ein Gemeindeteil der Großen Kreisstadt Dinkelsbühl im Landkreis Ansbach (Mittelfranken, Bayern). Reuenthal liegt in der Gemarkung Weidelbach.

## Geographie
Die Einöde liegt am Härtlesbach, einem linken Zufluss des Veitsgrabens, der seinerseits ein rechter Zufluss der Zwergwörnitz ist. Im Norden befindet sich das Mühlholz. Eine Gemeindeverbindungsstraße führt nach Gaisbühl (1,2 km westlich) bzw. zu einer Gemeindeverbindungsstraße (0,6 km nordöstlich), die nach Veitswend bzw. nach Weidelbach zur Kreisstraße AN 42 verläuft.

## Geschichte
Der Ort lag im Fraischbezirk des brandenburg-ansbachischen Oberamtes Crailsheim. Die Fraisch wurde aber auch von der Reichsstadt Dinkelsbühl beansprucht. Ende des 18. Jahrhunderts gab es zwei Anwesen (1 Mühle, 1 Hofgut). Diese hatten die Reichsstadt Dinkelsbühl als Grundherrn. Von 1797 bis 1808 unterstand der Ort dem Justiz- und Kammeramt Crailsheim.
Mit dem Gemeindeedikt wurde Reuenthal dem 1809 gebildeten Steuerdistrikt und der im selben Jahr gebildeten Ruralgemeinde Weidelbach zugewiesen. Am 1. Mai 1978 wurde diese im Zuge der Gebietsreform in Bayern nach Dinkelsbühl eingegliedert.

## Einwohnerentwicklung
| Jahr      | 001818 | 001840 | 001861 | 001871 | 001885 | 001900 | 001925 | 001950 | 001961 | 001970 | 001987 |
| Einwohner | 10     | 14     | 25     | 23     | 14     | 20     | 17     | 14     | 8      | 11     | 13     |
| Häuser    | 2      | 2      |        |        | 2      | 2      | 2      | 2      | 2      |        | 2      |
| Quelle    | [ 11 ] | [ 12 ] | [ 13 ] | [ 14 ] | [ 15 ] | [ 16 ] | [ 17 ] | [ 18 ] | [ 19 ] | [ 20 ] | [ 1 ]  |

## Religion
Der Ort ist seit der Reformation evangelisch-lutherisch geprägt und war ursprünglich nach St. Georg (Marktlustenau) gepfarrt, seit Anfang des 19. Jahrhunderts ist die Pfarrei St. Ulrich (Weidelbach) zuständig. Die Katholiken sind nach St. Georg (Dinkelsbühl) gepfarrt.